# Piano nazionale informatica
Il Piano Nazionale Informatica (PNI) è stata una sperimentazione didattica attivata in molte scuole secondarie di secondo grado italiane, in particolare liceo scientifico, liceo classico e istituto tecnico commerciale. 
È nata con lo scopo di garantire una migliore preparazione scientifica agli allievi, dando particolare importanza a matematica e fisica e impartendo basi di programmazione e linguaggi informatici. La sperimentazione venne introdotta nel 1985 dall'allora Ministro della Pubblica Istruzione, Franca Falcucci. L'insegnamento della matematica è affiancato dagli strumenti informatici e dall'uso del computer. Con l'avvento della Riforma Gelmini nel 2008, questa sperimentazione è stata eliminata ed è confluita (insieme a tantissime altre sperimentazioni liceali), nel nuovo indirizzo tradizionale del liceo scientifico, entrato in vigore nell'anno scolastico 2010/2011.
Visto comunque l'apprezzamento ottenuto per il corso nel proprio bacino d'utenza, alcune scuole, muovendosi all'interno della sfera di autonomia scolastica concessa agli istituti dalla riforma, hanno cercato di proseguire forme simili di sperimentazione creando percorsi analoghi che mettono in risalto soprattutto l'ambito scientifico-matematico.

## Licei

### Classico
Il Liceo classico PNI era una sperimentazione attivabile nei licei classici che dava particolare rilevanza alle materie scientifiche (matematica e fisica), impartendo anche basi di programmazione e linguaggi informatici. L'orario delle attività era ripartito come segue:
| Liceo classico PNI                         | Biennio | Biennio | Triennio | Triennio | Triennio |
| Liceo classico PNI                         | IV      | V       | I        | II       | III      |
| ------------------------------------------ | ------- | ------- | -------- | -------- | -------- |
| Lingua e lettere italiane                  | 5       | 5       | 4        | 4        | 4        |
| Lingua e lettere latine                    | 5       | 5       | 4        | 4        | 4        |
| Lingua e lettere greche                    | 4       | 4       | 3        | 3        | 3        |
| Lingua e letteratura straniera             | 3       | 3       | 3        | 3        | 3        |
| Storia                                     | 2       | 2       | 3        | 3        | 3        |
| Geografia                                  | 2       | 2       | -        | -        | -        |
| Filosofia                                  | -       | -       | 3        | 3        | 3        |
| Matematica                                 | 4       | 4       | 3        | 3        | 3        |
| Fisica                                     | -       | -       | -        | 2        | 3        |
| Scienze naturali, chimica e geografia      | -       | -       | 4        | 3        | 2        |
| Storia dell'arte                           | -       | -       | 1        | 1        | 2        |
| Educazione fisica                          | 2       | 2       | 2        | 2        | 2        |
| Religione cattolica o attività alternative | 1       | 1       | 1        | 1        | 1        |
| Totale delle ore settimanali               | 28      | 28      | 31       | 32       | 33       |

La sperimentazione aumentava il carico orario rispetto al corso tradizionale, incrementando le ore di matematica (4 ore al ginnasio e 3 al liceo) e di fisica (2 ore per tutti e cinque gli anni). Nell'insegnamento della matematica veniva contemplato l'utilizzo di strumenti informatici e l'apprendimento del linguaggio Pascal.
Erano presenti anche diversi quadri orari, come quello presente al Liceo Ginnasio Scipione Maffei.
| Liceo classico PNI                                                     | Biennio | Biennio | Triennio | Triennio | Triennio |
| Liceo classico PNI                                                     | IV      | V       | I        | II       | III      |
| ---------------------------------------------------------------------- | ------- | ------- | -------- | -------- | -------- |
| Lingua e lettere italiane                                              | 5       | 5       | 4        | 4        | 4        |
| Lingua e lettere latine                                                | 5       | 5       | 4        | 4        | 4        |
| Lingua e lettere greche                                                | 4       | 4       | 3        | 3        | 3        |
| Lingua e letteratura straniera                                         | 3       | 3       | 3        | 3        | 3        |
| Storia                                                                 | 2       | 2       | 3        | 3        | 3        |
| Geografia                                                              | 2       | 2       | -        | -        | -        |
| Filosofia                                                              | -       | -       | 3        | 3        | 3        |
| Matematica                                                             | 4       | 4       | 3        | 3        | 3        |
| Fisica                                                                 | 2       | 2       | 2        | 2        | 2        |
| Scienze naturali, chimica, geografia astronomica e scienze della Terra | -       | -       | 4        | 3        | 2        |
| Storia dell'arte                                                       | -       | -       | 1        | 1        | 2        |
| Educazione fisica                                                      | 2       | 2       | 2        | 2        | 2        |
| Religione cattolica o attività alternative                             | 1       | 1       | 1        | 1        | 1        |
| Totale delle ore settimanali                                           | 30      | 30      | 33       | 32       | 32       |

### Scientifico
Il Liceo scientifico PNI fu uno degli indirizzi sperimentali esistenti prima della riforma Gelmini, per quanto riguarda l'organizzazione interna dei corsi per i licei scientifici italiani. Questo corso prevedeva l'insegnamento della matematica con strumenti informatici; in deroga al piano di studi tradizionale, a matematica (che utilizza strumenti informatici) erano assegnate cinque ore settimanali per l'intero quinquennio e fisica veniva insegnata fin dal primo anno. Il piano nazionale informatica esisteva anche per i licei classici, ma con una diversa distribuzione delle ore. Inoltre si poteva trovare anche il liceo scientifico (e anche il liceo classico) PNI con bilinguismo, cioè con anche l'insegnamento di una seconda lingua straniera. 
A causa dell'autonomia scolastica il suddetto orario poteva subire delle variazioni: infatti ogni istituto aveva una certa indipendenza e poteva scegliere quante ore stabilire per materia. Si noti che il corso tradizionale impegnava da 25 ore settimanali del 1º anno a 30 ore del 5º anno. L'orario delle attività era ripartito come segue:
| Liceo scientifico PNI                      | Biennio | Biennio | Triennio | Triennio | Triennio |
| Liceo scientifico PNI                      | I       | II      | III      | IV       | V        |
| ------------------------------------------ | ------- | ------- | -------- | -------- | -------- |
| Lingua e lettere italiane                  | 4       | 4       | 4        | 3        | 4        |
| Lingua e lettere latine                    | 4       | 5       | 4        | 4        | 3        |
| Lingua e lettere inglesi                   | 3       | 4       | 3        | 3        | 4        |
| Storia                                     | 3       | 2       | 2        | 2        | 3        |
| Geografia                                  | 2       | -       | -        | -        | -        |
| Filosofia                                  | -       | -       | 2        | 3        | 3        |
| Matematica                                 | 5       | 5       | 5        | 5        | 5        |
| Fisica                                     | 2       | 3       | 3        | 3        | 3        |
| Biologia, chimica e geografia astronomica  | -       | 2       | 3        | 3        | 2        |
| Disegno e storia dell'arte                 | 2       | 3       | 2        | 2        | 2        |
| Educazione fisica                          | 2       | 2       | 2        | 2        | 2        |
| Religione cattolica o attività alternative | 1       | 1       | 1        | 1        | 1        |
| Totale delle ore settimanali               | 28      | 31      | 31       | 31       | 32       |

## Classi di concorso
Per quel che riguarda l'accesso in graduatoria al profilo di Assistente Tecnico (uno dei profili del Personale ATA), il diploma di maturità Liceo Scientifico conseguito con l'indirizzo sperimentazione P.N.I. (codice TF21) dà accesso ad AR02 ed AR08 fra i titoli di accesso al profilo di assistente tecnico, così come risulta visibile sull'app per consultare l'allegato C del MIUR.

## Il dibattito

### Aspetti positivi
Il vantaggio principale del corso sperimentale PNI consisteva in una migliore preparazione dello studente in matematica e fisica, materie che vengono approfondite maggiormente rispetto al corso tradizionale. L'utilizzo degli strumenti informatici non va inteso come un corso di programmazione, ma come ausilio per l'apprendimento della matematica. In questa ottica si mirava a fornire allo studente solamente le basi minime della programmazione, ma sufficienti a comprendere ed elaborare gli algoritmi base (come i classici algoritmi di ordinamento).

### Aspetti negativi
La principale critica mossa a questo indirizzo deriva dal fatto che non presentasse un vero e proprio insegnamento di informatica. Infatti non esisteva un insegnante di informatica con un suo corso, ma era previsto solo l'utilizzo di strumenti informatici nell'ambito dell'insegnamento di altre materie (in questo caso la matematica). Si è parlato per questo motivo di un'operazione di marketing. Le critiche rivolte a questo indirizzo, formulate essenzialmente dai diplomati che hanno optato per tale piano, si riferiscono, tra l'altro, all'obsolescenza delle tecnologie insegnate. Tali limiti erano anche dovuti al fatto che le conoscenze informatiche erano in gran parte legate alla cultura personale dell'insegnante, che non è, in generale, un insegnante di informatica o una figura specializzata.
In alcuni istituti inoltre le aule informatiche non erano adeguatamente attrezzate per questo corso di studi, con computer in numero insufficiente rispetto agli studenti costretti, così, a lavorare in coppie o in gruppi sulla stessa macchina.
Va detto però che tale indirizzo non sia risultato improduttivo o senza valore, poiché divenne ben presto visto come un potenziamento dell'area scientifico-matematica, e quindi considerato più sotto questo punto di vista rispetto a quello dell'informatica. Pertanto più che un problema di contenuto e validità del corso P.N.I. risultava ormai sorpassata la definizione di piano nazionale informatica. Infatti oramai gli studenti lo sceglievano come potenziamento del corso tradizionale, come spesso le stesse scuole lo presentavano, più che per l'informatica, risultando essere molto apprezzato per una conoscenza completa e complementare di area umanistica e scientifica, a fronte anche dei buoni risultati riscontrati.